# Yusuke Muta
Yusuke Muta (牟田 雄祐 Muta Yusuke?), född 20 september 1990 i Fukuoka prefektur, är en japansk fotbollsspelare.
Muta började sin karriär 2013 i Nagoya Grampus. Han spelade 56 ligamatcher för klubben. 2016 flyttade han till Kyoto Sanga FC. 2017 blev han utlånad till FC Imabari. Han gick tillbaka till Kyoto Sanga FC 2018. 2020 flyttade han till Iwate Grulla Morioka. 